# Myiozetetes
A Myiozetetes a madarak (Aves) osztályának verébalakúak (Passeriformes) rendjébe és a királygébicsfélék (Tyrannidae) családjába tartozó nem.

## Rendszerezés
A nembe az alábbi 4 faj tartozik:
- Myiozetetes cayanensis
- Myiozetetes luteiventris
- kerti bentévi (Myiozetetes similis)
- szürkefejű bentévi (Myiozetetes granadensis)